# 번영로 (천안시)
번영로(Beonyeong-ro)는 충청남도 천안시 서북구 불당동 번영로지하차도에서 부성동 업성사거리까지 이어주는 도로이다.

## 주요 경유지
충청남도
- 천안시 서북구 (불당동 - 백석동 - 부성동)

## 노선 경로
| 이름                      | 접속 노선                          | 경유지            | 경유지            | 경유지            | 비고              |
| 고속철대로와 직결         | 고속철대로와 직결                  | 고속철대로와 직결 | 고속철대로와 직결 | 고속철대로와 직결 | 고속철대로와 직결 |
| ------------------------- | ---------------------------------- | ----------------- | ----------------- | ----------------- | ----------------- |
| 번영로지하차도(사거리)    | 불당대로                           | 천안시            | 서북구            | 불당동            |                   |
| 운동장사거리 (고가차도)   | 지방도 제628호선 (음봉로) (백석로) | 천안시            | 서북구            | 백석동            |                   |
| 성성지하차도              |                                    | 천안시            | 서북구            | 부성동            | 상행              |
| 성성2 교차로              | 4산단로 성성5로                    | 천안시            | 서북구            | 부성동            |                   |
| 공단사거리                | 2공단1로 공단로                    | 천안시            | 서북구            | 부성동            |                   |
| 업성고가교                |                                    | 천안시            | 서북구            | 부성동            |                   |
| 업성동삼거리 (서북고가교) | 국도 제1호선 (천안대로)            | 천안시            | 서북구            | 부성동            |                   |
| 서북우회도로와 직결       |                                    |                   |                   |                   |                   |

## 주요건물및 시설
- 천안시청 (번영로 156/불당동 234-1)
- 천안종합운동장 (번영로 208/백석동 251)
- GS칼텍스 3공단지점 (번영로 446/성성동 411-11)
- GS칼텍스 스타LPG충전소 (번영로 454/성성동 411-5)
- 타이어뱅크 번영로점 (번영로 507/성성동 383)
- HD현대오일뱅크 번영충전소 (번영로 517/성성동 343-11)
- S-OIL 드림오일천안주유소 (번영로 525/성성동 341)
- 천광모터스 (번영로 538/성성동 336-47)
- 메르세데스 벤츠 천안전시장 (번영로 547/성성동 336-52)
- 재규어 랜드로버 천일오토모빌 천안전시장 (번영로 555/성성동 336-51)
- SK에너지 직영 나누리셀프주유소 (번영로 563/성성동 305-1)
- GS칼텍스 태양주유소 (번영로 613/업성동 484-8)
- GS칼텍스 태양충전소 (번영로 617/업성동 484-28)
- 천안서북경찰서 (번영로 705/업성동 174-1)
- HD현대오일뱅크 미그린주유소 (번영로 730/업성동 144)